# США на зимних Олимпийских играх 1972
Соединённые Штаты Америки принимали участие в XI Зимних Олимпийских играх, проходивших в Саппоро (Япония) с 3 по 13 февраля 1972 года, где представители США завоевали 8 медалей, из которых 3 золотых, 2 серебряных и 3 бронзовых. На Зимних Олимпийских Играх в Саппоро, сборную Соединённых Штатов Америки представляли 103 спортсмена (77 мужчин и 26 женщин), выступавших в 10 видах спорта.